# Zbór ewangelicki przy ul. św. Jana w Krakowie
Zbór ewangelicki przy ulicy św. Jana – zbór, który znajdował się w Krakowie, przy dzisiejszej ulicy św. Jana, pomiędzy Rynkiem Głównym a ulicą św. Tomasza. Zniszczony w 1591 roku.
Zbór został otwarty 2 maja 1572 za zezwoleniem króla Zygmunta Augusta. Ze względu na swój wysoki dach był zwany „brogiem”. 
Zbór wielokrotnie stawał się obiektem agresji nieprzyjaznego otoczenia złożonego z żaków i rzemieślników. 10 października 1574 obiekt został zaatakowany i zniszczony przez katolików podczas tzw. tumultu krakowskiego. Według zapisków z ksiąg parafii ewangelickiej w Krakowie został całkowicie zniszczony 23 maja 1591 podczas ponownych rozruchów. Nigdy go nie odbudowano. „Bróg” pozostawał w ruinie do 1622 r., kiedy zgodnie z prawem kaduka został przekazany Stanisławowi Lubomirskiemu, który z kolei przekazał go zakonowi Bernardynów. 
Na jego miejscu w XVII wieku wzniesiono Kościół Najświętszej Marii Panny na Żłobku (obecnie nieistniejący).

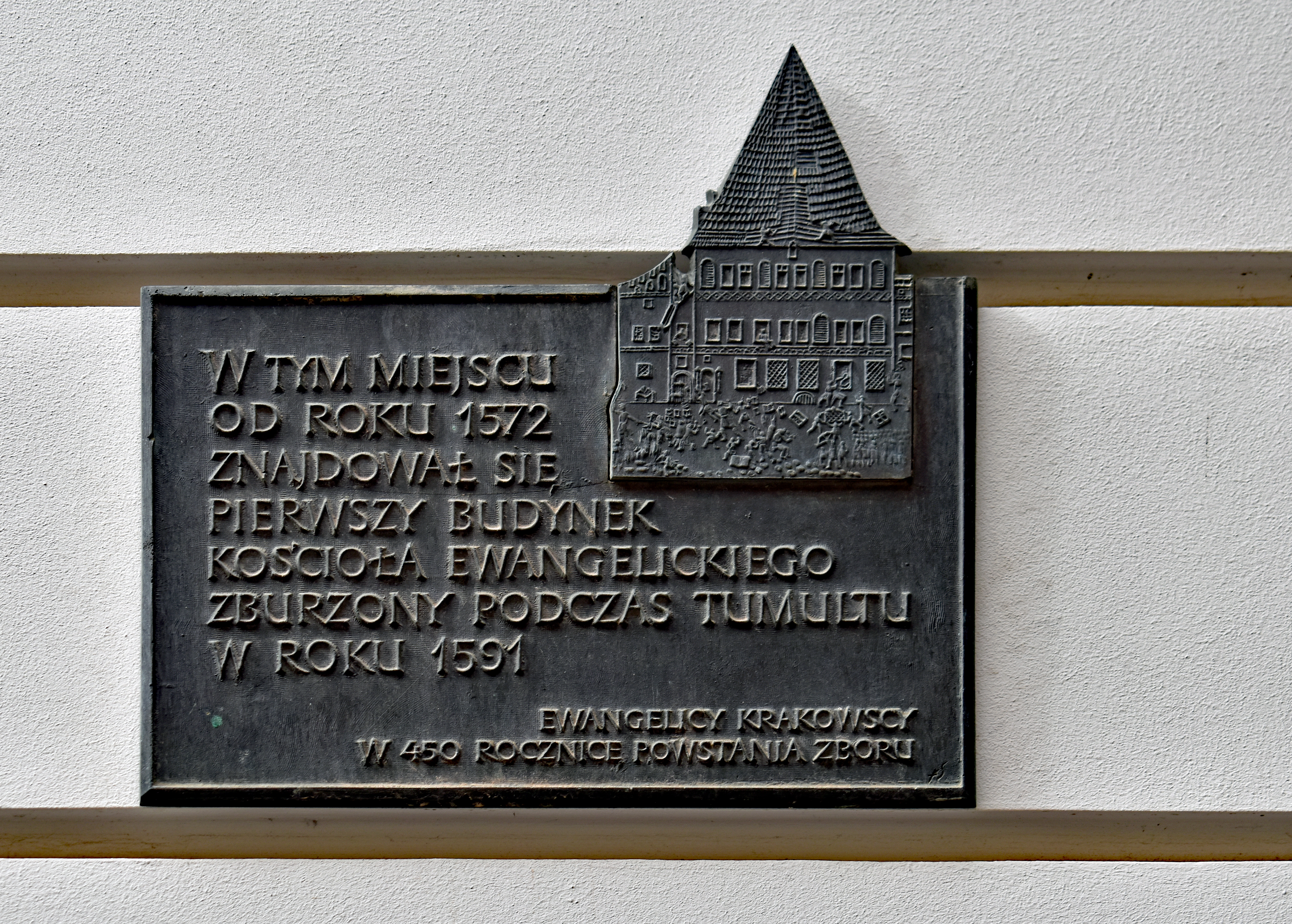
Tablica upamiętniająca zbór ul. św. Jana 6.